# Jonas Martin
Jonas Martin (Besançon, 9 d'abril de 1990) és un futbolista professional francès que juga com a migcampista ofensiu per l'RC Strasbourg Alsace.

## Carrera de club

### Montpellier
Martin es va formar al planter del Montpellier HSC. L'abril de 2011, va renovar el seu contracte amb el club fins al 2015. El 2 de setembre de 2011 fou cedit a l'Amiens SC de la Ligue 2 per un any.
El maig de 2014, Martin va ampliar el seu contracte amb el Montpellier fins al 2017.

### Betis
El 9 de juny d e2016, Martin va signar un contracte per tres anys amb el Reial Betis de La Liga.